# Mad Maria
Mad Maria é uma minissérie brasileira produzida e exibida pela TV Globo e Canal Futura de 25 de janeiro a 25 de março de 2005, em 35 capítulos. 
Escrita por Benedito Ruy Barbosa, baseada no romance homônimo de Márcio Souza, e direção de Ricardo Waddington, retrata a construção da Estrada de Ferro Madeira-Mamoré (EFMM).
A minissérie foi gravada nas cidades de Porto Velho e Guajará-Mirim no Estado de Rondônia, na Região Norte do Brasil, e as cenas finais rodadas na cidade de Passa Quatro em Minas Gerais.
Conta com Ana Paula Arósio, Fábio Assunção, Tony Ramos, Antônio Fagundes, Cláudia Raia, Priscila Fantin, Cássia Kiss e Fidelis Baniwa nos papéis principais.

## Enredo
A história se passa em 1911 na Amazônia, onde 20 mil trabalhadores de 50 nacionalidades constroem a Estrada de Ferro Madeira-Mamoré. É lá que o barco da pianista Consuelo (Ana Paula Arósio) sofre um naufrágio que mata seu marido, Alonso (Gabriel Tacco), e a deixa perdida na selva por semanas. Resgatada pelos operários, ela é levada ao acampamento e se torna amiga do indígena Joe (Fidelis Baniwa) – que se apaixona por ela – ensinando-o a tocar piano com os pés, uma vez que ele teve as mãos decepadas. Consuelo vive um romance com Richard (Fábio Assunção), médico americano desiludido com a falta de recursos e o descaso com as mortes, que se torna líder entre os operários por melhores condições de trabalho. 
A construção da ferrovia é financiada pelo empreendedor americano Percival Farquhar (Tony Ramos), que tem como seu maior opositor o ministro Juvenal de Castro (Antônio Fagundes), amigo pessoal do presidente Hermes da Fonseca (Othon Bastos), que acredita que as obras não serão benéficas ao povo nativo. Os dois tentam se derrubar em um complicado jogo político, até que Farquhar descobre que Juvenal tem um caso com uma moça bem mais jovem, Luiza (Priscila Fantin), que não sabe que ele é um homem poderoso e casado com Amélia (Cássia Kis), fazendo com que o rival utilize a informação para chantageá-lo. Farquhar também mantém um caso com a cafetina Teresa (Cláudia Raia).

## Elenco
| Interprete         | Personagem                            |
| ------------------ | ------------------------------------- |
| Ana Paula Arósio   | Consuelo Gibraltar                    |
| Fábio Assunção     | Dr. Richard Finnegan                  |
| Tony Ramos         | Percival Farquhar                     |
| Antônio Fagundes   | Ministro Juvenal de Castro            |
| Cláudia Raia       | Teresa                                |
| Priscila Fantin    | Luíza Mourão                          |
| Cássia Kiss        | Amália de Castro                      |
| Fidelis Baniwa     | Joe Caripuna                          |
| Othon Bastos       | Presidente Marechal Hermes da Fonseca |
| Juca de Oliveira   | Stephan Collier                       |
| Edwin Luisi        | Alexander Mackenzie                   |
| André Frateschi    | Ted                                   |
| Marcelo Serrado    | Jim                                   |
| Bukassa Kabengele  | Jonathan                              |
| Débora Olivieri    | Harriet                               |
| Gilbert            | Antônio Mourão                        |
| Esther Jablonski   | Maria Mourão                          |
| Eliana Guttman     | Inês                                  |
| Renato Borghi      | Ruy Barbosa                           |
| José Rubens Chachá | Coronel Agostinho                     |
| Genézio de Barros  | Thomas                                |
| Camilo Bevilacqua  | Hans                                  |
| Evandro Soldatelli | Harold                                |
| Luciano Chirolli   | Adams                                 |
| Créo Kellab        | Dick                                  |
| Felipe Kannenberg  | Martin                                |
| Ricardo Blat       | Jackson Francisco Miller              |
| Aisha Jambo        | Sofia                                 |
| Marcos Suchara     | Gunther                               |
| Milton Andrade     | Gustav                                |
| Eddie Jansen       | Joseph                                |
| Márcio Ricciardi   | Dr. Hudson                            |
| André Bankoff      | Werner                                |
| Nicolas Rohring    | Mike                                  |

### Participações especiais
| Ator             | Personagem       |
| ---------------- | ---------------- |
| Walmor Chagas    | Dr. Lovelace     |
| Gabriel Tacco    | Alonso Gibraltar |
| Márcio Vito      | Cabral           |
| Serafim Gonzalez | Souza            |
| Gláucio Gomes    | Gilberto         |
| Arthur Kohl      | King John        |
| Almir Martins    | Juan             |
| Luciano Quirino  | Andorinha        |
| Tácito Rocha     | Pierre           |

## Produção
A minissérie Mad Maria esteve engavetada por 20 anos, quando o diretor artístico da emissora, Boni, mostrou o livro homônimo do escritor amazonense Márcio Souza a Benedito Ruy Barbosa e pediu que ele o transformasse em uma minissérie. Escrita entre 1980 e 1981, a minissérie deixou de ser produzida, uma vez que na época não existiam recursos necessários para as gravações.
Com o início da produção em 2004, foram usadas locações no estado de Rondônia, nas cidades de Abunã e Porto Velho. Para gravações feitas em Abunã foi necessário reconstruir seis quilômetros de trilhos que estavam soterrados por barro e mato, e reformar a Mad Maria, nome da locomotiva que havia inaugurado a estrada de ferro um século atrás.
Ao todo, a minissérie mobilizou cerca de 400 funcionários em Rondônia. Elenco e técnicos geraram só nos trinta dias que ficaram em Guajará-Mirim, uma das bases de gravações, o impacto de um milhão de reais da economia local. A minissérie, como um todo, foi orçada em cerca de doze milhões de reais, uma das mais caras da história da emissora.
A minissérie também foi exibida pela Globo Internacional, enquanto a Globo Marcas lançou o livro Uma Saga Amazônica Através da Minissérie Mad Maria, que retrata o esforço da equipe durante as gravações. Uma trilha sonora original foi produzida especialmente para a minissérie.

## Exibição
Foi reexibida na íntegra pelo Viva entre 9 de setembro e 25 de outubro de 2013, substituindo A Casa das Sete Mulheres e sendo substituída por O Primo Basílio.

### Outras Mídias
Em 06 de janeiro de 2025, foi disponibilizada na íntegra no Globoplay, como parte do Projeto Resgate.

## Trilha sonora
Capa: Ana Paula Arósio, Fábio Assunção, Antonio Fagundes, Priscila Fantin e Tony Ramos
1. Os Homens e a Floresta
2. Valsa de Luiza
3. Consuelo e Joe
4. O Trem de Rondônia
5. Amália
6. Despedida de Luiza
7. Conspirações
8. Consuelo
9. Fugas e Regressos
10. Segredos de Tereza
11. Noite em Santo Antônio